# Деревообробний провулок (Київ)
Деревообро́бний прову́лок — провулок у Голосіївському районі міста Києва, місцевість Нижня Теличка. Пролягає від Наддніпрянського шосе до тупика.

## Історія
Деревообробний провулок виник у середині XX століття. Назва провулку — з 1958 року, так само як і назва сусідньої Деревообробної вулиці, походить від Київського деревообробного комбінату, який розташований неподалік.